# Hierático
Hierático (do grego γράμματα ἱερατικά - grámata hiératiká - escrita sacerdotal) é a qualidade relativa às coisas sacerdotais, sagradas ou religiosas. Na arte, o hieratismo é estilo que obedece aos parâmetros religiosos do tema sempre com acentuada majestade e rigidez. Na literatura, diz-se hierática a escrita de difícil compreensão porque destinada ao leitor iniciado ou da classe sacerdotal.

## A Escrita hierática do Antigo Egito

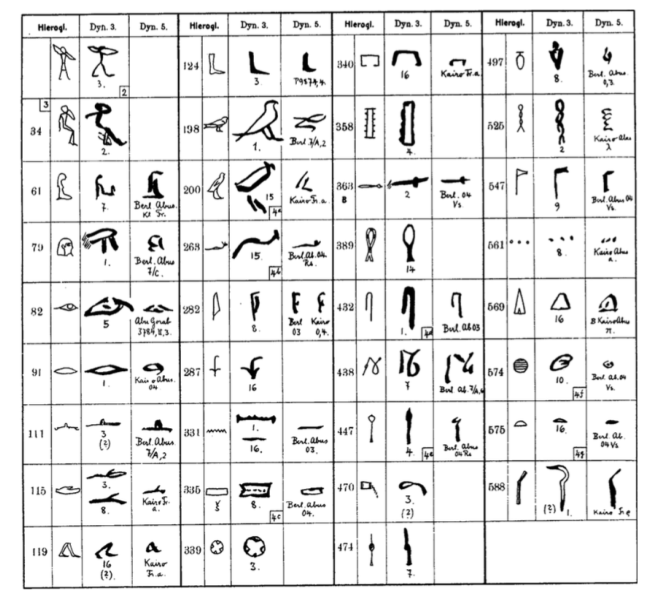
Escrita hieroglífica comparada com a hierática.

A escrita hierática no Antigo Egito permitia aos escribas escrever rapidamente, simplificando os hieróglifos quando o faziam em papiros, estando intimamente relacionada com a escrita hieroglífica. 
Ao longo de quase quatro milênios, a língua egípcia antiga sofreu algumas variações gramaticais e de vocabulário, mas manteve-se basicamente com a mesma estrutura. No entanto, sua forma de escrita mudou, tendo tido, em um primeiro momento, apenas a escrita hieróglifica, mas surgido depois uma versão mais rápida chamada de escrita hieróglifica manuscrita e só posteriormente que foi desenvolvida a escrita hierática e, por último, a escrita demótica. No entanto, uma escrita não substituiu a outra, tendo coexistido ao longo dos séculos, como, por exemplo, na Pedra de Roseta, onde a escrita demótica e hieroglífica na mesma estela permitiu o início da decifração do egípcio antigo.

O egiptólogo Georg Möller caracteriza a escrita hierática como uma simplificação dos hieróglifos utilizada a partir do Império Novo, criada inicialmente para textos não religiosos e somente posteriormente para todos os tipos de textos; por isso o termo grego γράμματα ἱερατικά não é considerado adequado por ele, mas dado os séculos de uso dessa terminologia, já não caberia mais mudar o nome da escrita hierática.